# Aspidistre élevée

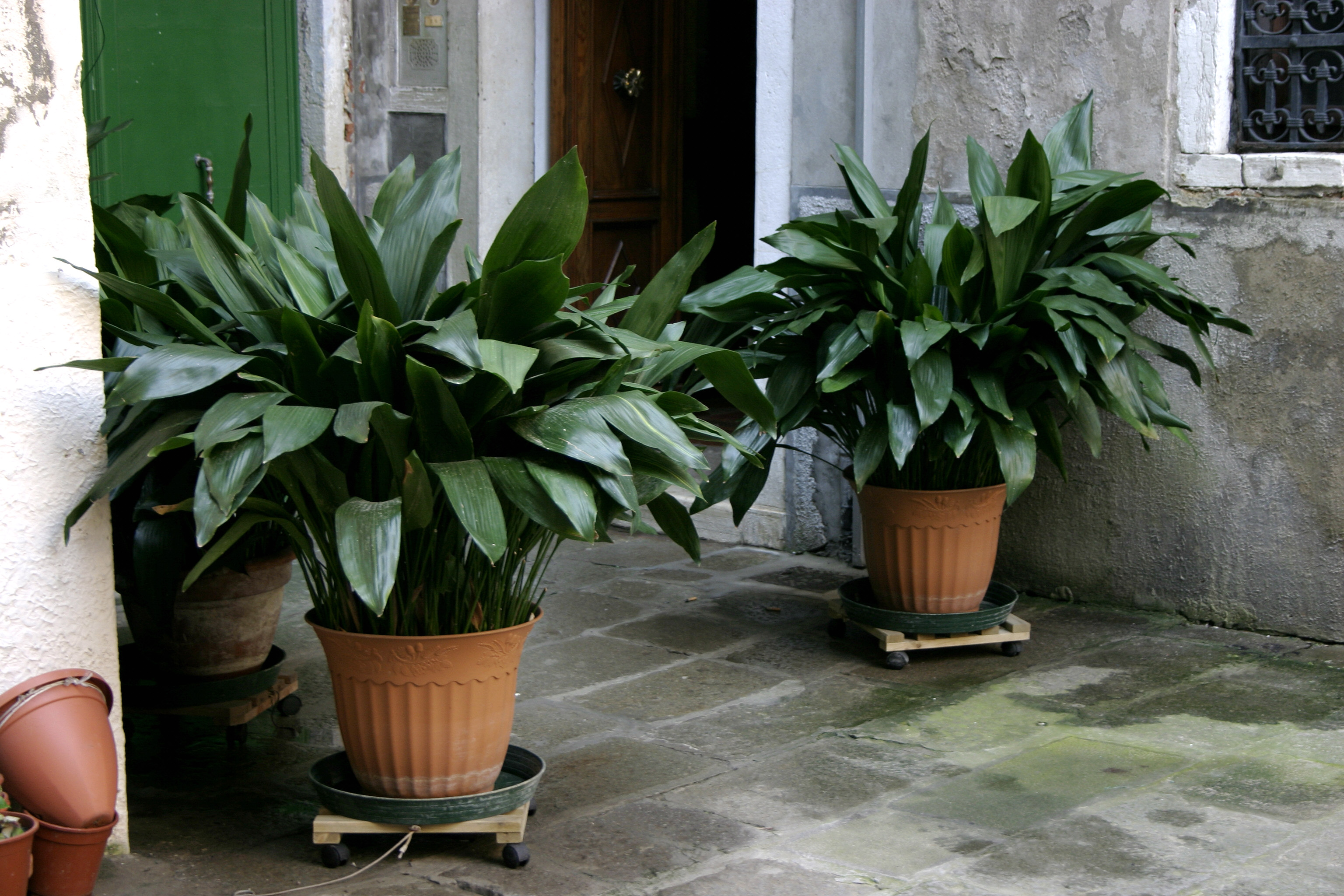
Deux Aspidistres élevées en pot.

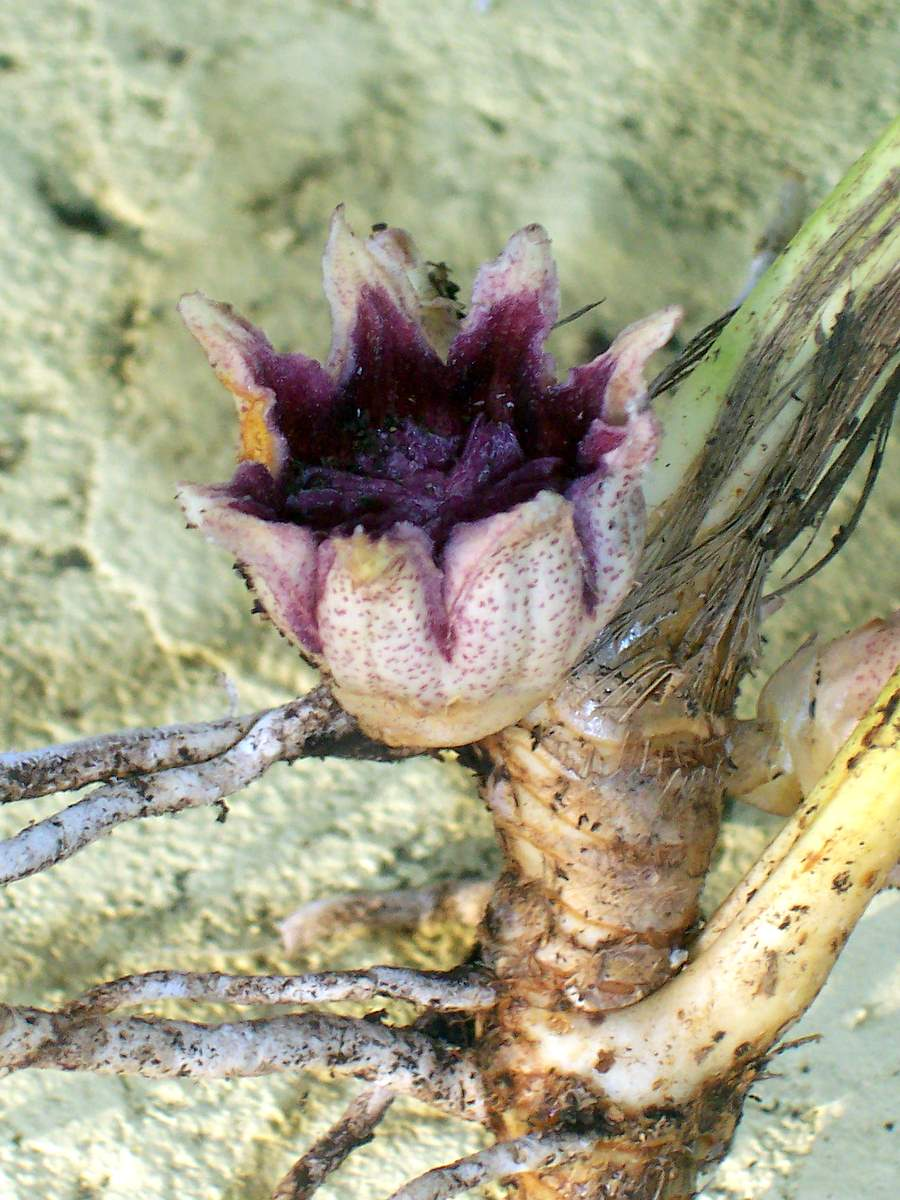
Fleur

Aspidistra elatior
Espèce
Classification phylogénétique
L'Aspidistre élevée (Aspidistra elatior) est une espèce de plante à fleurs de la famille des Asparagacées, originaire du Japon et de Taïwan. Plante très résistante, elle est largement cultivée comme plante d'intérieur, mais peut également être cultivée à l'extérieur à l'ombre sèche où les températures restent supérieures à −15 °C.

## Description
Atteignant jusqu'à 60 cm de haut et de large, c'est une plante vivace à rhizomes persistants, avec des feuilles vert foncé brillant longues et charnues. Les fleurs à 8 lobes sont de couleur crème avec une coloration marron sur la surface interne, apparaissant au début de l'été.

## Pollinisation
Selon une étude publiée en 2018, l'Aspidistre élevée semble être principalement pollinisée par les mouches de champignons (Cordyla sixi et Bradysia spp.).

## Distribution
Bien que parfois considérée comme d'origine chinoise l'espèce est en fait originaire de Taïwan et des îles du sud du Japon dont Kuroshima Suwanosejima et des îles Uji. Elle est présente en association avec des espèces de l'étage dominant comme Ardisia sieboldii et Castanopsis sieboldii .

## Culture
L'Aspidistre élevée est bien connue en culture et a la réputation de résister au manque d'entretien. Elle tolère la faible luminosité, la faible humidité, les fluctuations de température et les arrosages irréguliers. Il est préférable de le placer à l'abri du soleil direct pour éviter le blanchissement des feuilles. Un bon drainage est également nécessaire pour une croissance optimale et pour éviter la pourriture des racines. Largement cultivée comme plante d'intérieur, elle peut également être cultivée à l'extérieur à l'ombre dans les climats tempérés, où les plantes supportent généralement des températures allant jusqu'à -15°C.
L'espèce n'est pas sérieusement perturbée par les insectes, mais les acariens et les cochenilles peuvent causer des problèmes occasionnels. Ses feuilles et ses racines peuvent être sujettes au broutage de mammifères à sabots tels que les cerfs, ainsi que les rongeurs et les lapins.
Cette plante a remporté le prix du mérite du jardin de la Royal Horticultural Society .
Un certain nombre de cultivars sont disponibles, notamment :
- 'Asahi' (qui signifie « soleil du matin » en japonais) - les feuilles s'ouvrent brun chocolat, devenant vertes de la base vers le haut
- 'Hoshi-zora' (qui signifie « ciel étoilé » en japonais) - grandes feuilles légèrement tachetées
- 'Lennon's Song' - longues extrémités étroites des feuilles et une bande centrale vert pâle
- 'Variegata' – avec des rayures blanches sur toute la longueur de la feuille ; a également remporté l'AGM [11]